# Éric Cartier
Éric Cartier, né le 10 septembre 1957 à Nice) est un auteur de bande dessinée français qui travaille surtout comme dessinateur.
Après des débuts dans la collection « X » de Futuropolis en 1989, il a notamment réalisé Flip, l'ami des voisins dans Spirou (1994-1995) et collaboré avec Lewis Trondheim sur Kaput et Zösky (2003), avec Coyote sur Diego de la SPA (dans Fluide glacial, 2003-2007) et avec Scotch Arleston sur Les Légendes de Troy (2010).

## Biographie
Éric Cartier est autodidacte. En 1987, son nom figure comme scénariste de La Momie écarlate, dessiné par l’Italien Eugenio Sicomoro chez Dargaud. Il signe en 1989 son premier ouvrage, La Mer à boire, sur un scénario de Naegelen (Futuropolis). Le tandem il publie la même année le récit de science-fiction Caste magnétique (Les Humanoïdes Associés). L'artiste se rend ensuite aux États-Unis, puis en Jamaïque où il publie seul la série d'humour Flip, qui connaît six volumes entre 1990 et 1995. Il revient en Europe où, tout en collaborant avec Spirou, il fonde avec Joan Spiess l'International Stakhano Association, qui soutient les petites maisons d'édition. La structure publie des ouvrages comme Tutti Frutti. En 1999 paraît Drylander, one shot d'humour. L'artiste s'associe ensuite avec Lewis Trondheim pour le second volume de Kaput & Zösky (2003, Delcourt). Stakhano participe par ailleurs à divers ouvrages collectifs. En 2005-2007, le dessinateur s'associe avec Coyote pour trois volumes de Diégo de la S.P.A.. Avec Melanÿn et Scotch Arleston au scénario, Cartier dessine l'album d'heroic fantasy L'expédition d'Alunÿs (Soleil, 2010). Par ailleurs, Cartier illustre également le roman noir d'Emmett Hundson, Black No Sugar (2008). Au total, en 2018, Éric Cartier s'est rendu 24 fois aux États-Unis.
En parallèle à ces activités, Éric Cartier donne des cours aux Beaux-Arts d'Aix. À l'École d'art, il accompagne les adolescents mais aussi des enfants plus jeunes apprenant le dessin.
En 2015, il signe le volume autobiographique Route 78 (Delcourt), un road movie inspiré de sa traversée en auto-stop des États-Unis pendant l'été 1978 avec Patricia, sa compagne ( devenue ensuite son épouse). L'ouvrage, élaboré avec le concours d'Audrey Alwett, montre la violente désillusion des deux personnages qui atterrissent à New York pour se rendre jusqu'à San Francisco en deux mois, rêvant de rencontrer les hippies. Cet ouvrage de 150 pages, qui tranche avec ses récits humoristiques antérieurs, a demandé trois ans et demi de préparation.
En 2017, sur un scénario de Xavier Bétaucourt et Bruno Cadène, Éric Cartier dessine One Two Three Four Ramones, ouvrage biographique sur Dee Dee Ramone (1951-2002), bassiste du groupe de punk rock The Ramones. Il s'agit d'une adaptation de son autobiographie, Mort aux Ramones.
En 2018, une exposition à Aix-en-Provence lors du Festival de BD, titrée Rock & Road Comix présente les travaux de Cartier autour de Route 78, One Two Three Four Ramones et ses illustrations de Black No Sugar.